# Tarrington
Tarrington is een civil parish in het Engelse graafschap Herefordshire.